# 내정중학교
내정중학교(內亭中學校)는 대한민국 경기도 성남시 분당구 수내동에 있는 공립 중학교이다.

## 학교 연혁
- 1993년 1월 11일 : 내정중학교 설립인가
- 1993년 3월 1일 : 개교 (6학급)
- 1993년 3월 1일 : 초대 이정구 교장 취임
- 1994년 2월 15일 : 제1회 졸업(167명)
- 1994년 3월 15일 : 30학급 편성
- 2010년 8월 11일 : 예성관(강당) 준공
- 2022년 3월 1일 : 제8대 이광오 교장 취임
- 2024년 1월 5일 : 제31회 졸업(329명) 누계 13,743명[2]
- 2024년 3월 4일 : 신입생 322명 입학

## 참고 자료
- 내정중학교 - 한국교육학술정보원 학교알리미